# Baegun-myeon, Jecheon
Baegun-myeon (koreanska: 백운면) är en socken i den centrala delen av Sydkorea, 100 km sydost om huvudstaden Seoul. Den ligger i nordvästra delen av kommunen Jecheon i provinsen Norra Chungcheong.